# 浮田左武郎
浮田 佐武郎（うきた さぶろう、1909年12月25日 - 1987年3月27日）は、日本の俳優、著作家。八丈島に配流となった宇喜多一族の流れを汲む。

## 人物・経歴
東京府北豊島郡板橋町出身。立教大学卒業。新築地劇団に入団後、榎本健一一座などを経て、戦時中は移動劇団の瑞穂劇団に所属した。
エノケン一座の一員だった関係から1939年の1年間に東宝の『エノケンの鞍馬天狗』、『エノケンの森の石松』、『エノケンの弥次喜多』の3本の映画に出演した。瑞穂劇団の時代から戯曲も書き、戦後はテレビに出演、演劇関連の文筆家としても活躍した。

## 主な出演作品

### テレビドラマ
- 陽のあたる坂道（1959年）
- スリラー劇場 / 夜のプリズム「市長死す」（1959年）
- 判決（1962年-1966年）
- 日産スター劇場 / 何処へ（1964年） - 清水校長
- 三匹の侍
  - 第5シリーズ 第1話「われらお尋ね者」（1967年） - 吉住
  - 第5シリーズ 第21話「助三郎覚書」（1968年） - 狩野芳清
  - 第6シリーズ 第12話「土は哭いていた」（1968年） - 家老
- 若者たち 第30回「橋よ いつの日か…」（1966年）
- 河童の三平 妖怪大作戦（1968年 - 1969年） - 長老
- 戦え! マイティジャック 第19話「くいとめろ人間植物園!」（1968年） - 植物学者・杉山博士
- 怪奇大作戦 第23話「呪いの壺」（1969年） - 日野統吉
- ありがとう 第1シリーズ 第6話（1970年、TBS） - 比奈子の叔父
- 鬼平犯科帳 第39話「猿（ましら）の銀次郎」（1970年） - 結城屋文右衛門
  - 第2シリーズ 第5話「狐火（後編）」（1971年）- 勇五郎
- ファイヤーマン 第17話「マグマに消えたファイヤーマン」・第18話「やったぞ! ファイヤーダッシュ」（1973年） - アバンの長老
- 若さま侍捕物手帖 第8話「細腕の殺し屋」（1973年） - 蔦屋
- 必殺仕掛人 第21話「地獄花」（1973年、ABC / 松竹） - 越後屋伝七
- 水戸黄門
  - 第5部 第20話「親をだました親孝行 -徳山-」（1974年8月19日） - 備前屋吉右衛門
  - 第6部 第24話「うなぎ屋の助太刀 ‐浜松‐」（1975年9月8日） - 平作
  - 第7部 第30話「おふくろさまは山びこ・上田」（1976年12月13日） - 長八
  - 第10部 第10話「婿入り八丁味噌・岡崎」（1979年10月15日） - 藤兵衛
- 鬼平犯科帳 (丹波哲郎)（1975年）- 三沢仙右衛門
- あかんたれ（1976年）- 絹屋
- 俺たちの朝 第29話「ドン底生活と芝居と大馬鹿野郎」（1977年、NTV） - 服飾会社の取引先

### 映画
- エノケンの鞍馬天狗（東宝映画東京、1939年）
- エノケンの森の石松（東宝映画東京、1939年）
- エノケンの弥次喜多（東宝映画東京、1939年）
- 太陽のない街（新星映画社、1954年）
- ここに泉あり（中央映画、1955年）
- 旅路（東映、1967年）
- 祇園祭（日本映画復興協会、1968年）
- 魔性の女（日活、1968年）
- 新座頭市物語 笠間の血祭り（東宝、1973年）

### 吹き替え
- アメリカを震撼させた夜（デイヴィス尊師【ウィル・ギア】）
- 禁じられた遊び（司祭【ルイ・サンテーブ】）※テレビ朝日版
- 刑事コロンボ・忘れられたスター（レイモンド【モーリス・エヴァンス】）
- 十二人の怒れる男（陪審員9番【ジョセフ・スィーニー】）
- ソイレント・グリーン（ソル・ロス【エドワード・G・ロビンソン】）※フジテレビ版
- 逃亡者　#103(ジョセフ・コラック【ルドウィック・ドナース】)

### テレビアニメ
- 鉄腕アトム (アニメ第1作)

### 舞台
- 旅立ち（1975年）

## 著作

### 戯曲
- 「海へ征く日」『農村人形劇脚本集第1輯』（農山漁村文化協会編、農山漁村出版所、1943年）所収
- 『牛にのった花嫁』（未來社、1958年）

### 演劇論・演劇史
- 「築地小劇場の跡」『新劇』（1955年4月）
- 「メーキヤップの技術」『農村演劇入門講座・上』（農村演劇懇話会編、農山漁村文化協会、1957年）
- 「歌と・エノケンさんと・生活と」『テアトロ』1970年3月掲載
- 『プロレタリア演劇の青春像』（未來社、1974年）
- 「丸山定夫はいまどこに」『悲劇喜劇』1976年9月掲載
- 「断想FLASH BACK (滝沢修<特集>」『悲劇喜劇』1983年1月掲載
- 「秋山槐三と私」『悲劇喜劇』1983年8月掲載
- 『俳優の前に人間であれ』（未來社、1982年）